# Ананенков, Александр Георгиевич
Александр Георгиевич Ананенков (род. 13 мая 1952 года) — член совета директоров (с 2002 года), заместитель председателя правления ОАО «Газпром».

## Биография

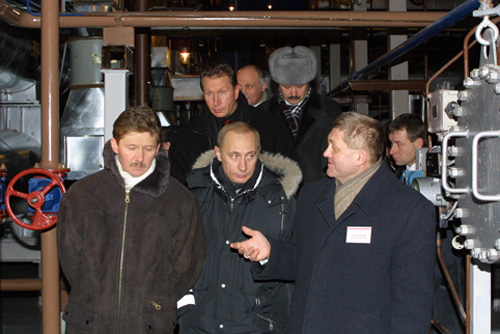
Ананенков А. Г. (справа)

Родился 13 мая 1952 года в Стерлитамаке.

### Образование и карьера
Окончил Уфимский нефтяной институт, Академию народного хозяйства при Совмине СССР.
В газовой промышленности работает с 1969 года.
- 1989—1994 — заместитель генерального директора Ямбургского газопромыслового управления ПО «Уренгойгазпром» (в настоящее время — ООО «Газпром добыча Уренгой»).
- 1994—1997 — первый заместитель генерального директора, главный инженер ПО «Уренгойгазпром».
- 1997—2001 — генеральный директор ООО «Ямбурггаздобыча» (в настоящее время — ООО «Газпром добыча Ямбург»).
- С 2001 года — заместитель председателя правления ОАО «Газпром».
- С 2001 года — главный редактор журнала «Газовая промышленность»[1].
- 2004—2011 — заместитель председателя правления ОАО «Газпром».

## Награды и звания
- Орден Почёта (23 марта 2006) — за достигнутые трудовые успехи и многолетнюю добросовестную работу[2]
- Орден Дружбы (16 января 1996) — за заслуги перед государством, большой вклад в обеспечение надёжного газоснабжения потребителей и многолетний добросовестный труд[3]
- Премия Правительства Российской Федерации 2008 года в области науки и техники (10 марта 2009) — за разработку и внедрение в производство автоматизированной системы обеспечения безопасности объектов транспорта газа России

- Орден Дружбы (2009, Южная Осетия)[4]